# Amitai Etzioni
Amitai Etzioni (Werner Falk, 1929-) là người chủ xướng và đi đầu trong trào lưu cổ xúy chủ nghĩa cộng đồng ở Hoa Kỳ và các nước phương Tây, khởi đầu từ thập niên 1990.
Là người Do Thái, chạy trốn Phát Xít sang Israel và trưởng thành tại Đại học Hebrew ở Jerusalem, Etzioni tiếp tục nghiên cứu nâng cao và lấy bằng tiến sĩ xã hội học ở Đại học California, Berkeley trong khoảng thời gian ngắn kỷ lục - 18 tháng. Với hơn 20 năm làm giáo sư cho Đại học Columbia, kinh nghiệm và trình độ của Etzioni tiếp tục có thêm đất dụng võ khi được mời vào hội đồng cố vấn cho tổng thống Mỹ về các vấn đề nội địa trong hai năm 1979-1980.
Etzioni phân biệt nhiều cấp cộng đồng, từ nhỏ như hàng xóm láng giềng, khu dân cư, cho đến lớn như quốc gia và cộng đồng quốc tế. Cái quan trọng nhất tạo nên định nghĩa cộng đồng chính là các mối quan hệ đượm màu sắc tình cảm giữa người với người, song song với mức độ trách nhiệm với các giá trị chung, chuẩn mực, biểu tượng, lịch sử và bản sắc. Hệ giá trị chung được các thành viên tôn trọng và tạo dựng thông qua bàn cãi, cùng nhau thực hiện, chứ không phải do ai khác áp đặt. Ngay cả mối quan hệ giữa cá nhân và cộng đồng cũng là mối quan hệ ngang hàng vì chính cá nhân là quan tòa cao nhất phán quyết về giá trị và hành vi đạo đức của mình, nhưng có thể thấy ảnh hưởng của cộng đồng lên cá nhân có phần mạnh hơn chiều ngược lại. Nếu xét về tầm quan trọng của các thứ bậc cộng đồng thì các quần thể nhỏ nhất, gần nhất với mỗi cá nhân thường có ảnh hưởng mạnh hơn, giá trị của nó dù giới hạn nhưng lại có vị thế cao hơn so với giá trị của cộng đồng lớn hơn. Điều này khiến Etzioni thường xuyên lo ngại trước xu hướng xã hội Mỹ ngày càng phân hóa, không chỉ theo màu da trắng, đen, vàng mà còn bị chia rẽ sâu hơn – như các nghiên cứu về người gốc Á châu cho thấy họ không thích bị gộp chung, ví dụ sự cách biệt giữa người Việt với người Nhật, hoặc giữa người Hàn và người Hoa.